# San-Carlos-Orden

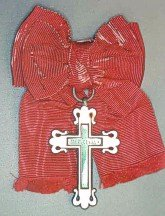
Kleinkreuz des San Carlos-Ordens

Der San-Carlos-Orden (spanisch Orden Imperial de San Carlos) wurde am 10. April 1865 vom Kaiser Maximilian von Mexiko als Damenorden gestiftet.
Er wurde zu Ehren des Schutzpatrons Karl Borromäus benannt und für Barmherzigkeit und Entsagungen verliehen. Verleihungstage waren der 4. November, Tag des Karl Borromäus und der 7. Juli, Geburtstag der Kaiserin Charlotte.

## Ordensklassen
Der Orden war in zwei Klassen geteilt:
- Großkreuz (für das Kaiserreich auf 24 Mitglieder beschränkt)
- Kleinkreuz

## Ordensdekoration
Das Ordenszeichen ist ein lateinisches Kreuz, dessen Kreuzarme in einer Lilienform enden. Auf dem Kreuz ist ein zweites, grünemailliertes Kreuz aufgelegt. Dieses trägt waagrecht die silberne Inschrift HUMILITAS (Demut, Devise von Karl Borromäus) und auf der Rückseite
SAN CARLOS.

## Ordensband
Das Ordensband war karminrot. Das Großkreuz wurde an einer Schärpe über die rechte Schulter nach links und das Kleinkreuz an einer Schleife auf der linken Brust getragen.